# Prasiolit
Prasiolit eller prasem är den ovanliga gröna kvartsen. Namnet kommer från grekiskans πράσιος prásios. Den är sällsynt i naturen och framställs främst genom att värmebehandla ametister, den lila ädelstensvarianten av kvarts. 
Prasiolit får sin färg genom att tvåvärt järn, Fe2+, förekommer i kristallstrukturen. Det mesta av den prasiolit som kommer ut på ädelstensmarknaden är värmebehandlad ametist från Montezuma i Brasilien. Ametisten där har vuxit till i hålrum i basalt och då järnet tagit slut, ändrat fas eller förenats med andra ämnen har dessa kristaller blivit delvis färglösa. Det är framförallt den färglösa delen av dessa kristaller som efter värmebehandling vid 510 grader blir gröna. Kvarts kan även färgas grön genom inneslutningar av gröna mineral som klorit, aktinolit och amfibol. Aventurin är handelsnamn för kvarts som får grön färg av inneslutningar i form små flagor av fuchsit (en kromrik variant av muskovit).

## Egenskaper
Prasem, kristalliserad kvarts, är starkt inmängd med mikroskopiskt små nålar av strålsten, som gör den nästan ogenomskinlig. Den har en vacker glans, som dock avtar efter någon tid. När den utsätts för vatten eller fuktighet mörknar färgen, vilket också höjer dess värde. 

## Förekomst
Fyndorter för prasem påträffas i sachsiska Erzgebirge, Habachdalen i Salzburgalperna, Finland, Skottland och USA. 

## Användning
Prasem slipas till prydandsstenar för ringar eller broscher och används även till mosaikarbeten. Som prydnadssten ger man den vanligen en rund form och vid infattning lägger man den på guldfolie för att höja dess färg.
Användningen är mest knuten till fyndorterna. 

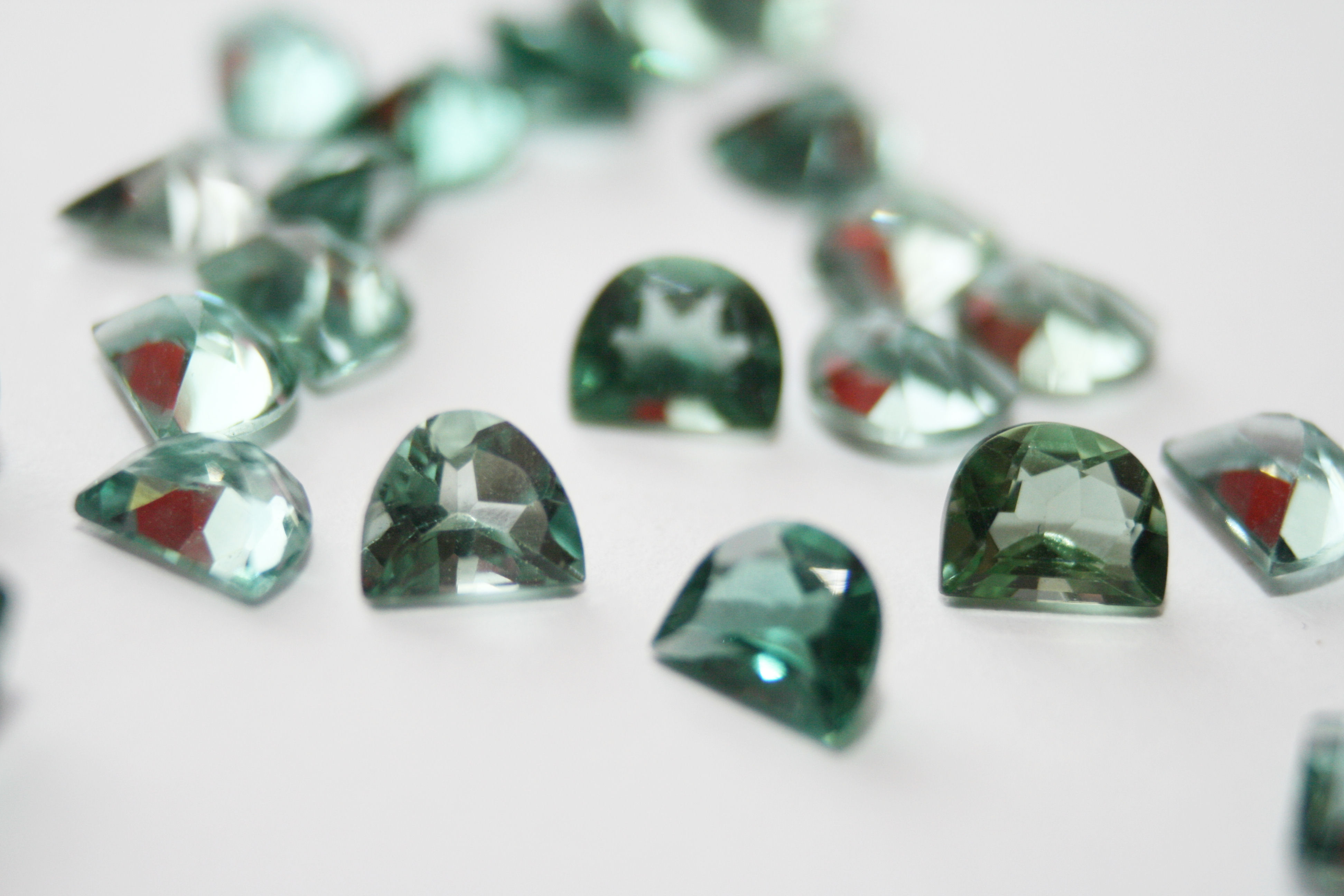
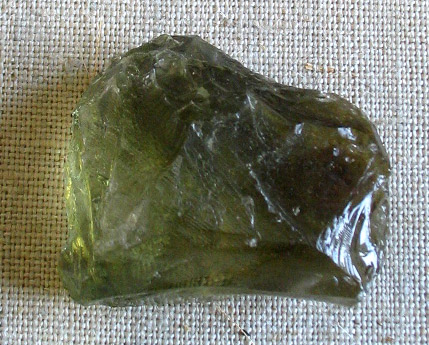
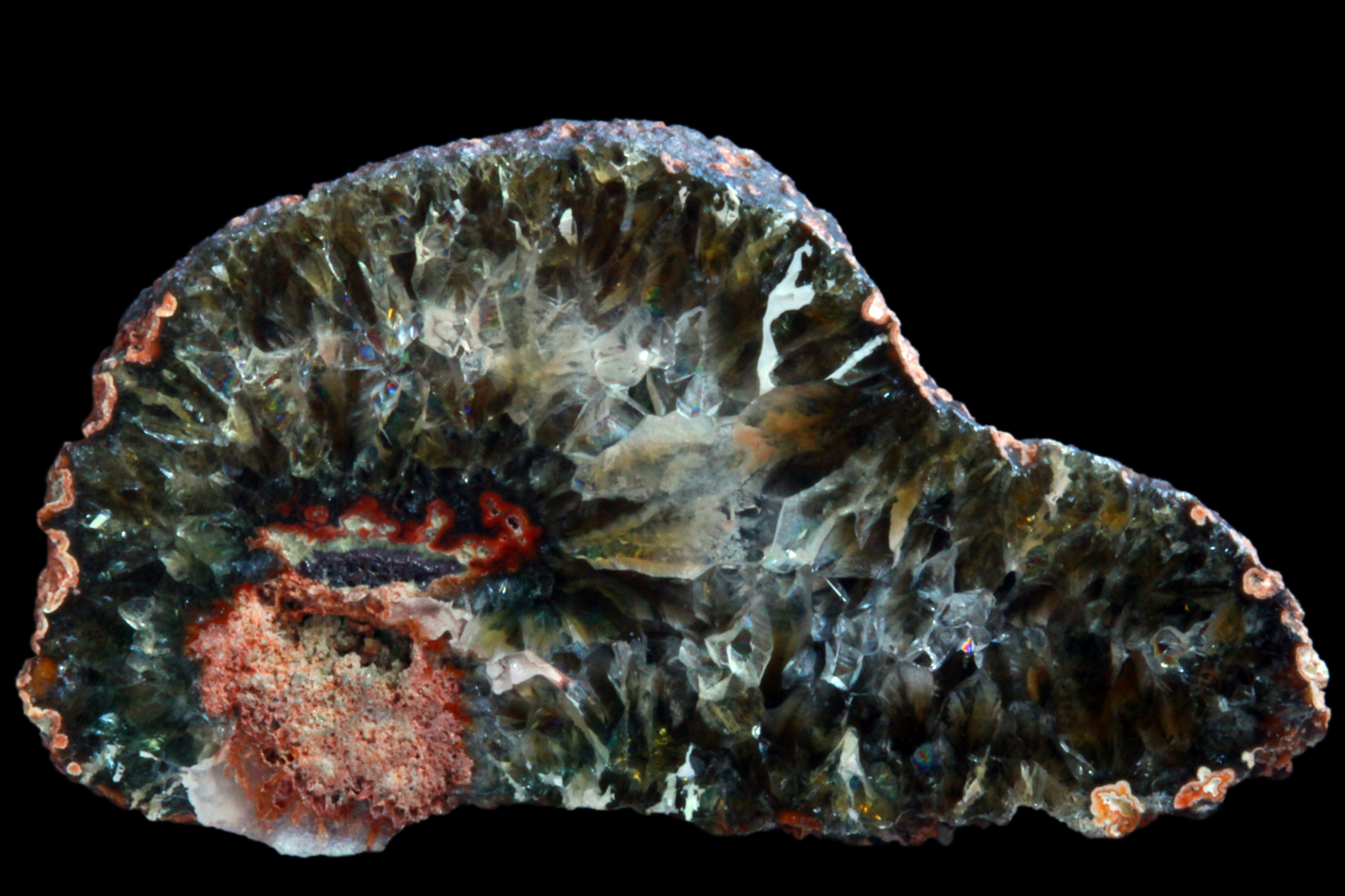